# ユナイテッドリーグ・ベースボール
ユナイテッドリーグ・ベースボール（United League Baseball）は、かつてアメリカ合衆国で活動していたプロ野球の独立リーグ。

## 概要
2006年5月からリーグ戦を開始。
2010年のリーグ戦終了後、解散した。
2011年からは、ノーザンリーグ、ゴールデンベースボールリーグと合併し、ノース・アメリカン・リーグとなった。
2013年に再び復活した。
2015年に解散。

## リーグ構成球団
| チーム                                 | 英名                         | 設立年 | 本拠地                       | 備考 |
| -------------------------------------- | ---------------------------- | ------ | ---------------------------- | ---- |
| アレクサンドリア・エーシズ             | Alexandria Aces              | 1994   | ルイジアナ州アレクサンドリア |      |
| リオグランデバレー・ホワイトウィングス | Rio Grande Valley WhiteWings | 1994   | テキサス州ハーリンジェン     |      |
| サンアンジェロ・コルツ                 | San Angelo Colts             | 2000   | テキサス州サンアンジェロ     |      |
| フォートワース・キャッツ               | Fort Worth Cats              | 2001   | テキサス州フォートワース     |      |
| テキサス・サンダー                     | Texas Thunder                | 2002   | テキサス州マッカレン         |      |
| エディンバーグ・ロードランナーズ       | Edinburg Roadrunners         | 2006   | テキサス州エディンバーグ     |      |

## リーグ歴代優勝チーム
- 2006 - アレクサンドリア・エイセス
- 2007 - アレクサンドリア・エイセス
- 2008 - アマリロ・ディラス
- 2009 - アマリロ・ディラス
- 2010 - アマリロ・ディラス
- 2012 - フォートワースキャッツ